# 烏利奇卡河 (烏日河支流)

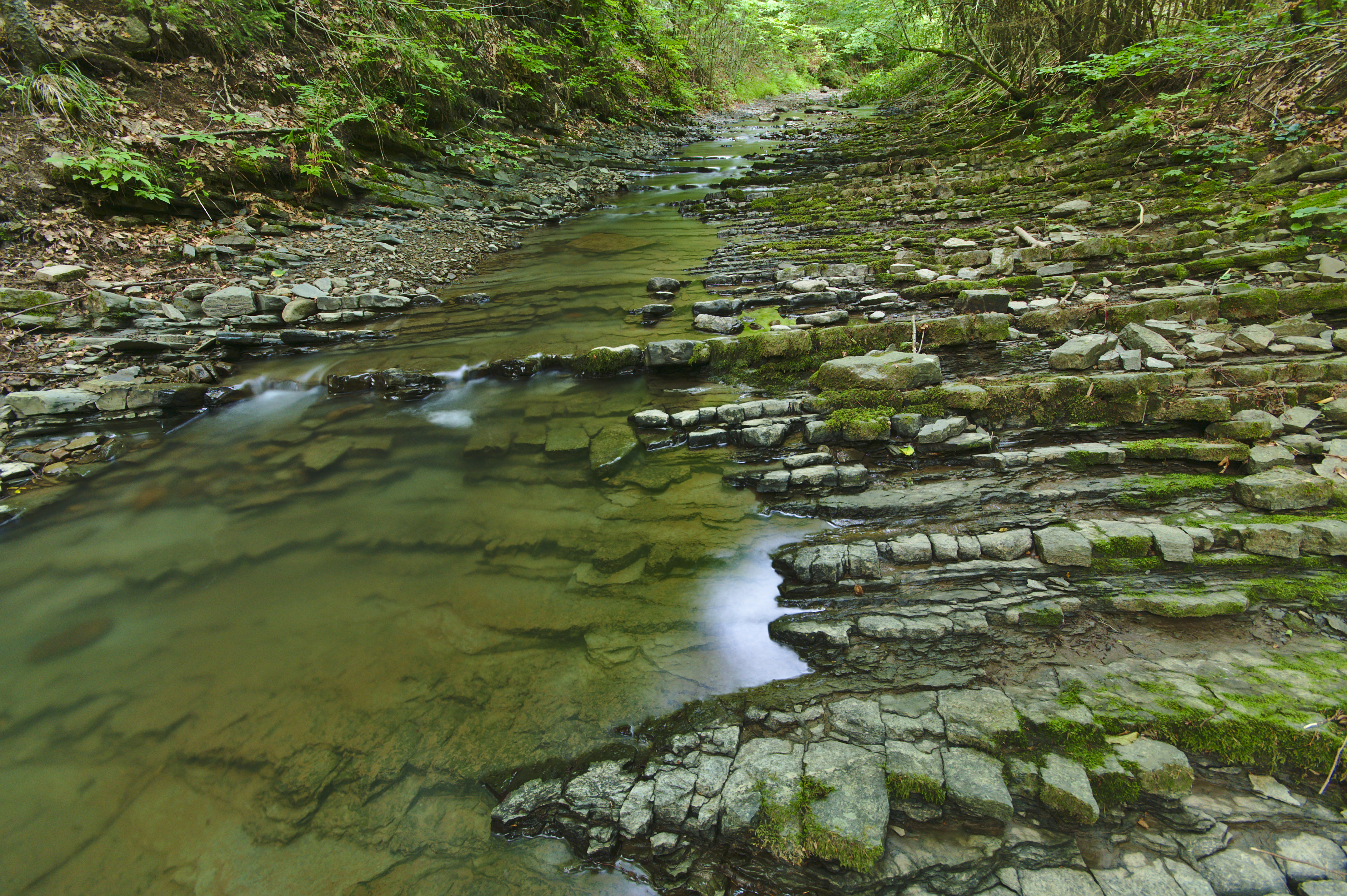

烏利奇卡河，是東歐的河流，位於斯洛伐克和烏克蘭，屬於烏日河的支流，流經外喀爾巴阡州，河道全長27公里，流域面積211平方公里。